# Arciprestazgo de Jerez Rural
El Arciprestazgo de Jerez Rural, es un arciprestazgo español que está bajo la jurisdicción del Obispado de Asidonia-Jerez y está compuesto por las siguientes parroquias:

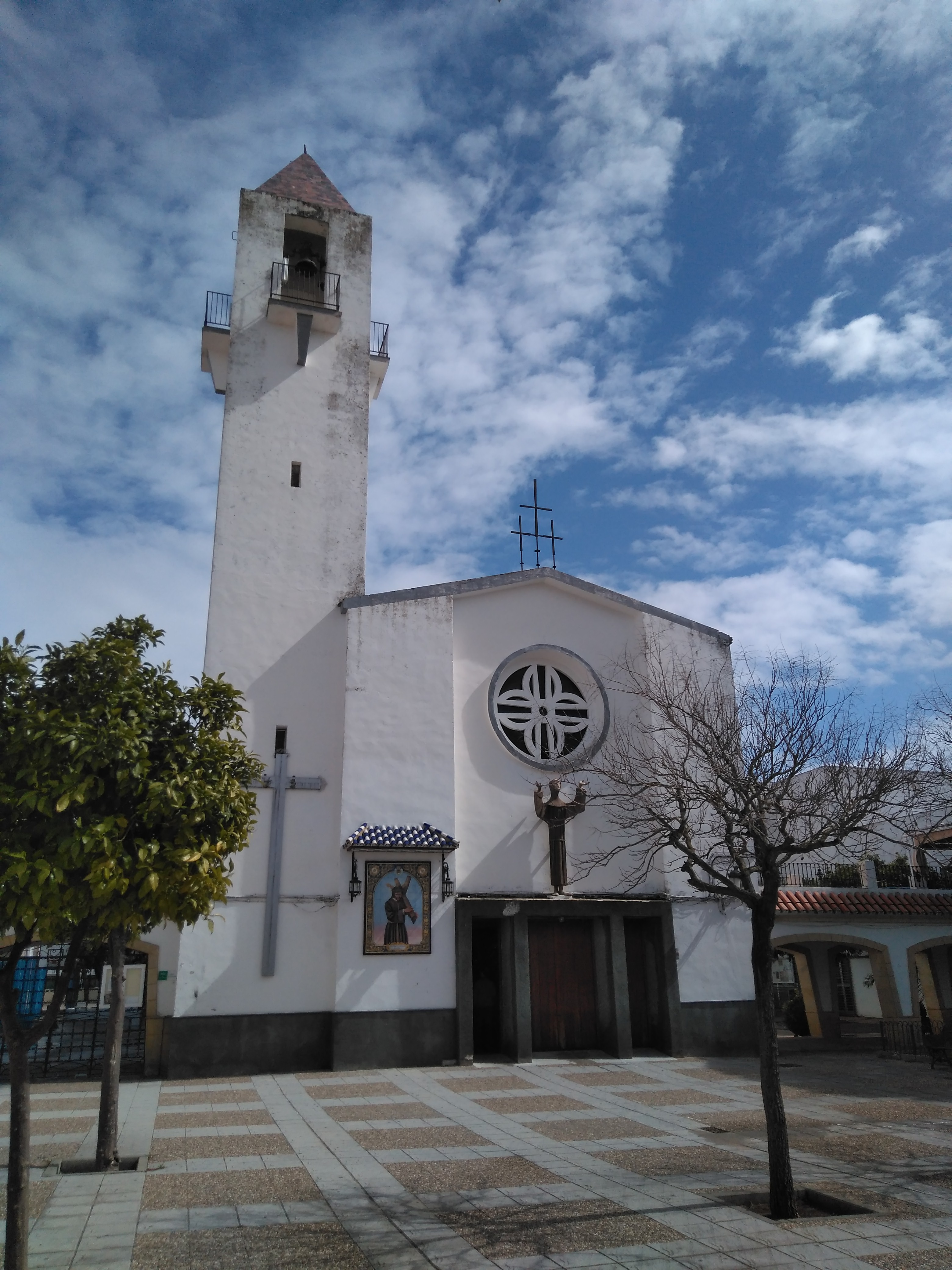
Parroquia de Guadalcacín

| Población              | Parroquia                                |
| ---------------------- | ---------------------------------------- |
| Mesas de Asta          | Iglesia de la Resurrección del Señor     |
| Nueva Jarilla          | Iglesia de Nuestra Señora del Rosario    |
| La Ina                 | Iglesia de Nuestra Señora de la Victoria |
| Los Albarizones        | Iglesia de San Andrés                    |
| Guadalcacín            | Iglesia de San Enrique y Santa Teresa    |
| El Torno               | Iglesia de San Isidro                    |
| La Barca de la Florida | Iglesia de San Isidro                    |
| Torrecera              | Iglesia de San Juan Bautista             |
| Estella del Marqués    | Iglesia de San Miguel                    |

## Véase también

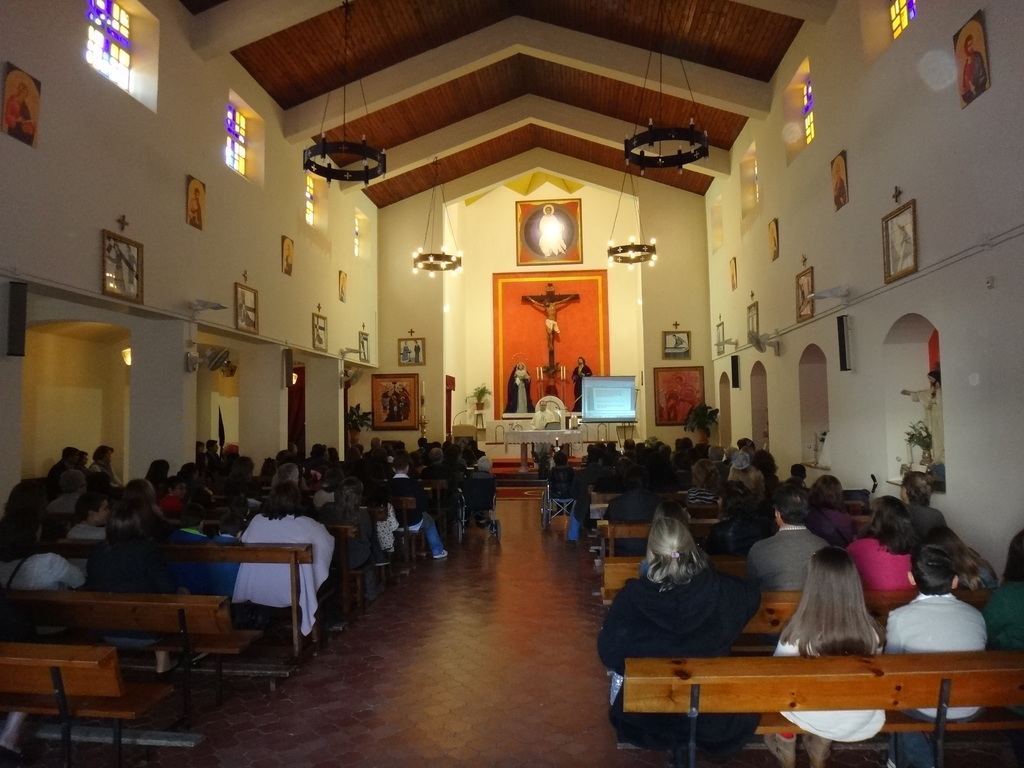
Interior iglesia Nueva Jarilla